# Fiberbank
En fiberbank är en ansamling av träfiber, till exempel i hav, sjöar och vattendrag, som uppstått gradvis genom industriutsläpp.
I fiberbankar finns kemiska föroreningar, bland annat kvicksilver, PCB och dioxiner. Det sprids även växthusgaser, som metan och koldioxid, från fiberbankar.
Träfiber används som råvara av pappers-, massa- och träfiberskiveindustrin.

## Sverige
Fram till omkring 1970 var det tillåtet i Sverige att släppa ut fiberblandat processvatten orenat i anslutning till fabrikerna, vilket ledde till att fibersediment ansamlades på bottnarna.
Vid tillverkning av olika träprodukter, till exempel pappersmassa, papper och fiberplattor, genereras olika typer av utsläpp, till exempel träfibrer och processkemikalier. Dessa släpptes tidigare ut orenade i vattendragen och bildade så kallade fiberbankar och fiberrika avlagringar. På grund av landhöjningen utsätts dessa bankar för erosion, vilket gör att föroreningar riskerar att spridas där fiberbankarna rörs om.
År 2017 beräknas de kända fibersedimenten innehålla bland annat nio ton kvicksilver, 510 kilogram PCB och 720 gram dioxiner. Volymmässigt skulle sedimentmassorna fylla ungefär 30 stycken Globen.
Sedan 2010 har länsstyrelserna i Norrland och Sveriges geologiska undersökning (SGU) inventerat 39 områden i anslutning till verksamheter som kan ha orsakat fiberutsläpp. I 29 av dessa påträffades fibersediment, det vill säga fiberbankar, som består till övervägande del av fibrer, eller fiberrika sediment, där fibrerna är utblandade med naturliga sediment. Fibersedimenten påträffas i regel nära fabriken eller vid mynningen på utsläppsrör.
Eftersom många kemikalier användes eller kunde bildas i processerna är föroreningsnivåerna i fibersediment ofta förhöjda och överskrider riktvärden. Halterna av olika föroreningar varierar mellan områdena beroende på vilka kemikalier och vilka processer som använts, till exempel förekommer de högsta halterna av dioxiner och kvicksilver längs Bottenhavets kust i Västernorrlands och Gävleborgs län. De höga halterna gör att fibersediment kan befaras utgöra källor från vilka föroreningar kan sprida sig till omgivande miljö, växter och djur, och bidra till höga halter i till exempel Östersjöfisk.
De fiberbankar som påträffats återfinns i olika lägen i förhållande till utsläppskällan:
- De flesta fiberbankarna återfinns som en uppstickande form på relativt grunda bottnar nära land och i anslutning till fabriksområdet. Dessa utgör rimligen de äldsta fiberbankarna, uppbyggda då processvattnet släpptes ut mycket nära fabriken i öppna diken ellergenom korta rör.
- Vissa fiberbankar återfinns relativt långt från land runt mynningen på ett avloppsrör. Fiberbanken har i dessa fall ofta formen av en kraterliknande vall runt mynningen, en ”fibervulkan”.
- Fibrer som släppts ut i älvar har ofta följt med det strömmande vattnet tills de sedimenterat där älven mynnar i en sjö, damm eller havsvik. Där återfinns fiberbanken ofta direkt nedströms det delta som älven byggt upp av naturliga älvsediment. Fiberbankar som påträffats i dessa lägen har en flack form.
- Vid utsläppsplatser som är utsatta för kraftig erosion från vågor och strömmar återfinns inte alltid någon fiberbank, däremot kan fibrer finnas omlagrade i fiberrika sediment.

På extremt utsatta platser återfinns inga fibersediment alls, trots att omfattande utsläpp kan antas ha skett. Här har erosionen varit så stark att fibrerna spridits ut över så stora bottenytor att de inte har byggt upp urskiljbara sedimentskikt.
Enligt Sveriges Geologiska Undersökning (SGU) finns många fiberbankar som bör inventeras och undersökas.
När detta uppmärksammades i massmedia skrevs även en debattartikel där bilden av situationen ansågs vara överdriven och att detta skulle kunna leda till felsatsade miljöåtgärder.
Det har 2021 rapporterats att fiberbankar läcker växthusgaser som metan och koldioxid, vilket dittills inte tagits med i beräkningarna kring klimatpåverkande ämnen.

## Andra länder
Fiberbankar förekommer i många länder som har eller har haft stor produktion av papper och massa och i åtminstone Finland, USA och Kanada har man gjort försök att täcka över eller muddra bort några av dem.